# Corporate Ghost: The Videos: 1990–2002
Corporate Ghost: The Videos: 1990–2002 je DVD s videozáznamy hudební skupiny Sonic Youth. Vydalo jej hudební vydavatelství Geffen a obsahuje videa z období let 1990–2002.

## Seznam videoklipů
- Dirty Boots
- Tunic (Song for Karen)
- Mary-Christ
- Kool Thing
- Mote
- My Friend Goo
- Disappearer
- Mildred Pierce
- Cinderella's Big Score
- Scooter & Jinx
- Titanium Expose
- 100%
- Sugar Kane
- Youth Against Fascism
- Bull in the Heather
- Superstar
- Little Trouble Girl
- The Diamond Sea
- Sunday
- Hoarfrost
- Nevermind (What Was It Anyway)

Bonusový materiál zahrnuje řadu rozhovorů s lidmi okolo kapely apod.